# Eugênio Latour
Eugênio Latour (Rio de Janeiro, 1874 - Rio de Janeiro, 2 octobre 1942) est un peintre et graveur brésilien, dont les thèmes sont de nature sociale et morale, ainsi que des paysages et des figures féminines. Il réalise également des travaux dans le domaine de la gravure sur métal et sur bois.
À l'âge de 20 ans, il entre à l' École nationale des beaux-arts, où il étudie avec Zeferino da Costa, Rodolfo Amoedo et Henrique Bernardelli,. En 1900, il obtient une mention honorable à l'Exposition des beaux-arts, et l'année suivante une médaille d'argent pour Depois da Colheita. En 1902, il remporte un voyage en Europe avec un tableau de genre, Escolha Difícil, puis se rend en Italie pour se perfectionner.
Au Salon de 1905, il expose 15 œuvres, dont des figures féminines, des paysages et une grande composition, Praga Social - O Álcool. En 1907, il envoie trois peintures de Rome. Il remporte une médaille d'or en peinture et une mention honorable en aquarelle au Salon de 1908. Il étudie en France et en Italie jusqu'en 1908.
En 1910, il retourne en Italie une fois de plus, cette fois pour participer avec plusieurs autres artistes à la décoration de la coupole du pavillon brésilien à l'Exposition internationale de Turin en 1911. Après avoir terminé sa tâche, il installe son atelier à Florence, où il resta jusqu'en 1941, établi comme citoyen italien.
Il est membre du jury du 23e Salon national des beaux-arts de Porto Alegre, en 1919, et participe au 1er Salon des beaux-arts de São Paulo, en 1934.
Le Musée national des Beaux-Arts lui consacre une rétrospective en 1944, exposant ses autoportraits. En 1952, dans le même musée, ses œuvres participent à l'exposition Um Século de Pintura Brasileira.
Outre le MNBA, ses œuvres sont exposées dans les collections de l' Institut des Arts de l'UFRGS, de la Pinacothèque de l'État de São Paulo et du Musée Antônio Parreiras de Niterói.